# Badme
Badme' (tigre: ባድመ Badmä, àrab بادم) és una vila que és el focus d'una disputa territorial entre Eritrea i Etiòpia. Eritrea afirma que considera que Badme forma part de la regió de Gash-Barka, i Etiòpia considera que Badme forma part de la zona Semien Mi'irabawi de la regió Tigre. Aquesta disputa va ser la base de la guerra entre Eritrea i Etiòpia, que va començar el 1998. Actualment, la ciutat està ocupada per Etiòpia, malgrat una decisió del tribunal internacional l'any 2002 que la ciutat formava part del territori d'Eritrea.

## Territori disputat
Els límits d'Etiòpia i Eritrea segueixen una frontera definida pel Tractat Etíop-Italià de 1902, qui governava Eritrea com una colònia en aquella època. No obstant això, la frontera propera a Badme estava mal definida en el tractat, i des que Eritrea es va convertir en una nació separada el 1993, cada nació disputava on s'establia el límit realment. El poble de Badme va ser cedit pel Front Popular d'Alliberament de Tigre (FPAT) (el predecessor de l'EPRDF, el partit actualment governant d'Etiòpia) al Front Popular d'Alliberament d'Eritrea (FPAE) (el predecessor del PFDJ, organització governamental d'Eritrea) el novembre de 1977.
L'any 2000, Eritrea i Etiòpia van signar l'acord d'Alger que va transmetre el conflicte fronterer a una comissió fronterera a La Haia. A l'Acord, ambdues parts van acordar per endavant el compliment de la decisió de la Comissió de Fronteres. El 2002, la comissió va decidir el traçat la frontera, situant Badme dins del territori d'Eritrea.
Tot i que inicialment va acceptar complir els termes de l'scord d'Alger, Etiòpia es va negar a retirar-se a la frontera establerta per la Comissió de Fronteres d'Eritrea i Etiòpia i va rebutjar la seva decisió. Com a conseqüència, milers de desplaçats interns s'han mantingut en els camps de refugiats i continua l'amenaça de guerra.
Altres àrees controvertides al llarg de la frontera entre Eritrea i Etiòpia són Tsorona-Zalambessa i Bure.

## Votació
Els residents de Badme van votar a les eleccions d'Etiòpia des de la independència d'Eritrea en 1991.

## Demografia
L'Agència d'Estadística Central d'Etiòpia va informar que l'any 2005, aquesta vila té una població estimada de 1.563, dels quals 834 són homes i 729 són dones. El govern etíop considera a Badme com un dels quatre pobles del woreda Tahtay Adiyabo (Woreda).
Segons el cens nacional etíop de 1994, la seva població total era de 892 habitants, dels quals 444 eren homes i 448 eren dones. No s'han trobat encara xifres de població eritrees.